# Ботиза (Марамуреш)
Ботиза (рум. Botiza) насеље је у Румунији у округу Марамуреш у општини Ботиза. Oпштина се налази на надморској висини од 483 m.

## Становништво
Према подацима из 2002. године у насељу је живело 2964 становника, од којих су сви румунске националности.